# La Table du fermier
La table du fermier est une émission de télévision documentaire québécoise mettant en vedette Jean-Martin Fortier, dans sa nouvelle aventure à l’Espace Old Mill. L'émission a été mise en ligne le 14 mars 2024 sur TV5Unis, la plateforme de vidéo en flux de TV5 et d’Unis TV et est également diffusée sur les ondes d’Unis TV à partir du 4 avril 2024.
Dans cette émission nous voyons Jean-Martin Fortier sur un tout nouvel l’œil, dans un projet rempli de défi et de remise en question alors que Jean-Martin et son équipe ont pour but d’avoir un restaurant approvisionné à 100% localement. De plus, la série permet aux téléspectateurs d’en apprendre plus sur l’agriculture dans les terres du Québec grâce aux techniques de Jean-Martin qui sont souvent inspirées du passé.

## Synopsis
Jean-Martin Fortier se lance dans un projet ambitieux à Stanbridge East : créer une table fermière sur les terres historiques du Old Mill, construit en 1849, pour assurer l'autosuffisance alimentaire du restaurant, cela durant toute l’année. Tout ce qui n’est pas un légume et qui se trouvera sur le menu de l’espace Old Mill devra être produit localement, cela ne sera pas une tâche toujours facile et demandera à Jean-Martin et son équipe de s'adapter rapidement tout en étant inventifs. Parviendront-ils à relever le défi ?

## Distribution
- Jean-Martin Fortier
- Philippe Tapp
- Éric Gendron
- Caroline Longpré

## Fiche technique
- Concepteur : Jean-Martin Fortier
- Réalisatrice : Christine Doyon
- Réalisatrice de la postproduction : Sasha Campeau
- Producteur déléguée : Isabelle Panet-Raymond
- Production associée : Marikym Hervieux
- Direction de développement : Raphaël Martin
- Production au contenu : Nadia Ruel
- Production : Nadia Ruel et Ian Quenneville
- Productions exécutives : Patricia Blais, Monique Lamoureux et Ian Quenneville
- Maison de production : Avanti-Toast
- Pays d’origine : Québec, Canada

## Épisodes
1. Tout est à faire
2. On se réchauffe
3. Faire rouler la machine
4. La routine des journées occupées
5. Les jardins, le cœur du Old Mill
6. La cuisine, un feu roulant
7. L’été tire à sa fin
8. Prévoir l’imprévisible
9. L’heure est au bilan